# Hans Fredric Oldevig
Hans Fredric Oldevig, född den 12 oktober 1793 i Karlskrona, död den 26 juni 1866 i Karlstad, var en svensk ämbetsman. Han var far till Johan Oldevig och farfar till Hugo Oldevig.
Oldevig blev tillförordnad landssekreterare i Värmlands län 1823, kanslist i justitierevisionsexpeditionen samma år och landssekreterare i Värmlands län 1826. Han fick lagmans namn, heder och värdighet 1829, blev tillförordnad landshövding i Värmlands län 1841, var landshövding där 1842–1864 och adlades 1860. 